# Sacrilege GBG
Sacrilege GBG war eine schwedische Melodic-Death-Metal-Band aus Göteborg.

## Geschichte
Die Band wurde im Jahre 1993 von dem Schlagzeuger Daniel Svensson und dem Gitarristen Daniel Dinsdale gegründet. Komplettiert wurde die erste Besetzung von dem Gitarristen Christer Aldeby, dem Bassisten Christian Frisk und dem Sänger Michael Andersson. Die Band veröffentlichte im Jahre 1995 ihr erstes Demo To Where Light Can’t Reach, dem ein Jahr später das zweite Demo …and Autumn Failed folgte. Der Gitarrist Christer Aldeby wurde zwischenzeitlich durch Richard Bergholtz ersetzt. Sacrilege wurden von Black Sun Records unter Vertrag genommen und veröffentlichten im Jahre 1996 das Debütalbum Lost in the Beauty You Slay, welches von Fredrik Nordström im Göteborger Studio Fredman aufgenommen wurde.
Nach der Veröffentlichung stiegen Sänger Michael Andersson und der Bassist Christian Frisk aus. Schlagzeuger Daniel Svensson übernahm zusätzlich den Gesang und Daniel Kvist wurde neuer Bassist. 1997 wurde das erneut von Frederik Nordström produzierte zweite Studioalbum The Fifth Season veröffentlicht. Sacrilege ging mit der Band The Crown auf Europatournee. Damit sich Daniel Svensson auf das Schlagzeug konzentrieren konnte, übernahm Tomas Lindberg den Gesang. Im Jahre 1998 löste sich Sacrilege auf, nachdem Daniel Svensson zur Band In Flames wechselte, nachdem deren Schlagzeuger Björn Gelotte an die Gitarre gewechselt war.
Im Jahre 2006 kam es zu einer kurzzeitigen Wiedervereinigung unter dem Namen Sacrilege GBG, wobei GBG für Göteborg steht. Für 2007 wurde mit A Matter of Dark ein neues Studioalbum angekündigt, dass jedoch nicht veröffentlicht wurde.

## Diskografie
Studioalben
- 1996: Lost in the Beauty You Slay
- 1997: The Fifth Season

Sonstige
- 1995: To Where Light Can’t Reach (Demo)
- 1996: …and Autumn Failed (Demo)
- 2018: My Ghost Malign (Boxset)
- 2018: The Dead I Know (Kompilation)